# Тодор Костов
Тодор Христов Костов е български оперен певец – тенор, дългогодишен солист на Варненската опера. Съпруг на оперната певица Мария Бохачек.

## Биография
Роден е във Варна през 1928 г. През 1952 г. завършва варненското музикално училище „Добри Христов“.
На 13 март 1953 г. дебютира като редовен артист на сцената на Варненската народна опера в ролята на Каравадоси в операта „Тоска“ на Джакомо Пучини. Гастролира на сцената на Софийската народна опера и на много от градските опери в страната, както и в чужбина: Румъния (1956), Чехословакия (1957), СССР (1958, 1961), Югославия и Белгия (1959). През 1959 г. Костов прави специализация при Луиджи Ричи в Рим, Италия.
За 37-годишната си артистична кариера Тодор Костов се въплъщава в над 30 оперни роли, сред които:
- Дон Хосе в „Кармен“ от Жорж Бизе,
- Манрико в „Трубадур“ от Джузепе Верди,
- Ричард в „Бал с маски“ от Верди,
- Радамес в „Аида“ от Верди,
- Дон Карлос в едноименната опера от Верди,
- Фауст в едноименната опера от Шарл Гуно,
- Туриду в „Селска чест“ от Пиетро Маскани,
- Каравадоси в „Тоска“ на Пучини,
- Пинкертон в „Мадам Бътерфлай“ на Пучини,
- Герман в „Дама Пика“ на Пьотр Чайковски.

Костов има записи в „Балкантон“, Българското национално радио и Българската национална телевизия. През 1955 г. е удостоен с първа награда и златен медал от Петия световен младежки фестивал във Варшава. Носител е на отличие на Комитета за култура, почетно звание „Заслужил артист“, орден „Кирил и Методий“ I степен, лауреат е на Димитровска награда. Умира на 1 януари 2009 г. във Варна.
На 21 декември 2003 г. на тържествен 75-годишен юбилей във Варненската опера Костов е обявен за почетен гражданин на град Варна.